# Johan Cappelen

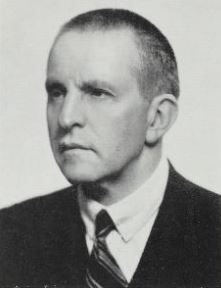
Johan Cappelen

Johan Cappelen (* 25. Februar 1889 in Skogn, Fylke Nord-Trøndelag; † 18. Oktober 1947) war ein norwegischer Jurist und Politiker der Høyre, der Bürgermeister von Trondheim, zwei Mal Regierungspräsident (Fylkesmann) der Provinz Sør-Trøndelag. Cappelen war auch für einige Monate der Justizminister von Norwegen.

## Leben
Cappelen absolvierte nach dem Schulbesuch ein Studium der Rechtswissenschaften und ließ sich nach dem Abschluss als Candidatus juris (Cand. jur.) als Rechtsanwalt in Trondheim nieder. 1922 erhielt er die Zulassung als Anwalt beim Obersten Gerichtshof von Norwegen (Norges Høyesterett).
1931 wurde er als Nachfolger von Andreas Moe Bürgermeister von Trondheim und bekleidete dieses Amt bis 1934. Nachfolger wurde 1935 Harald Pedersen. Im September 1940 wurde er als Nachfolger von Odd Klingenberg erstmals Regierungspräsident (Fylkesmann) der Provinz Sør-Trøndelag, verlor dieses Amt jedoch bereits im Oktober 1940 nach der deutschen Besetzung Norwegens durch das Unternehmen Weserübung. In der Folgezeit gehörte zu den führenden Persönlichkeiten der Widerstandsbewegung in Trondheim und wurde wegen dieser Aktivitäten 1943 durch Untersturmführer Henry Rinnan, den Kommandeur der SD-Sonderabteilung Lola, verhaftet. Nachdem er einige Zeit zusammen mit zahlreichen anderen politischen Gefangenen im Polizeihäftlingslager Grini eingesessen hatte, wurde er wegen seines Gesundheitszustandes in ein Krankenhaus verlegt, in dem er seine illegale Arbeit im Widerstand fortsetzte.
Nach Bildung der Allparteienregierung (Samlingsregjeringen) durch Ministerpräsident Einar Gerhardsen von der Arbeiderpartiet am 25. Juli 1945 wurde er als Justizminister (Justisminister) in dessen erste Regierung berufen und gehörte dieser ersten Regierung Norwegens in der Nachkriegszeit bis zum 5. November 1945 an.
Danach übernahm er wieder sein früheres Amt als Fylkesmann des Fylke Sør-Trøndelag und bekleidete dieses Amt bis zu seinem Tod am 18. Oktober 1947. Sein Nachfolger wurde Ivar Skjånes.